# Campeonato Europeo de Judo de 1967
El XV Campeonato Europeo de Judo se celebró en Roma (Italia) entre el 11 y el 13 de mayo de 1967 bajo la organización de la Unión Europea de Judo (EJU) y la Federación Italiana de Judo.

## Medallistas

### Masculino
| Evento            | Oro                          | Plata                           | Bronce                                                |
| ----------------- | ---------------------------- | ------------------------------- | ----------------------------------------------------- |
| –63 kg            | Serguei Suslin URSS          | Gustaaf Lauwereins · Bélgica    | George Glass Reino Unido Nikolai Kozitski URSS        |
| –70 kg            | Armand Desmet Francia        | Eddy van der Pol · Países Bajos | Joachim Schröder · RDA · Tonny Jonkman · Países Bajos |
| –80 kg            | Vladimir Pokatayev URSS      | George Kerr Reino Unido         | Brian Jacks Reino Unido Patrick Clement Francia       |
| –93 kg            | Peter Herrmann RFA           | Pierre Albertini Francia        | Ray Ross Reino Unido Boris Mishchenko URSS            |
| +93 kg            | Willem Ruska · Países Bajos  | Anzor Kibrotsashvili URSS       | Klaus Hennig RDA Vasili Usik URSS                     |
| Categoría abierta | Anton Geesink · Países Bajos | Anzor Kiknadze URSS             | Willem Ruska · Países Bajos · Klaus Hennig · RDA      |

## Medallero
| Núm. | País         | Oro | Plata | Bronce | Total |
| ---- | ------------ | --- | ----- | ------ | ----- |
| 1    | URSS         | 2   | 2     | 3      | 7     |
| 2    | Países Bajos | 2   | 1     | 2      | 5     |
| 3    | Francia      | 1   | 1     | 1      | 3     |
| 4    | RFA          | 1   | 0     | 0      | 1     |
| 5    | Reino Unido  | 0   | 1     | 3      | 4     |
| 6    | Bélgica      | 0   | 1     | 0      | 1     |
| 7    | RDA          | 0   | 0     | 3      | 3     |
|      | TOTAL        | 6   | 6     | 12     | 24    |